# 驻信高速公路
驻信高速公路是一条连接河南省驻马店市、信阳市的高速公路，北于驻马店南出口与京港澳高速漯驻段连接，向南直达豫鄂省界九里关与京港澳高速湖北段相接。2003年12月2日通车，最初设计为双向四车道，2015年10月完成双向八车道改造。

## 简介

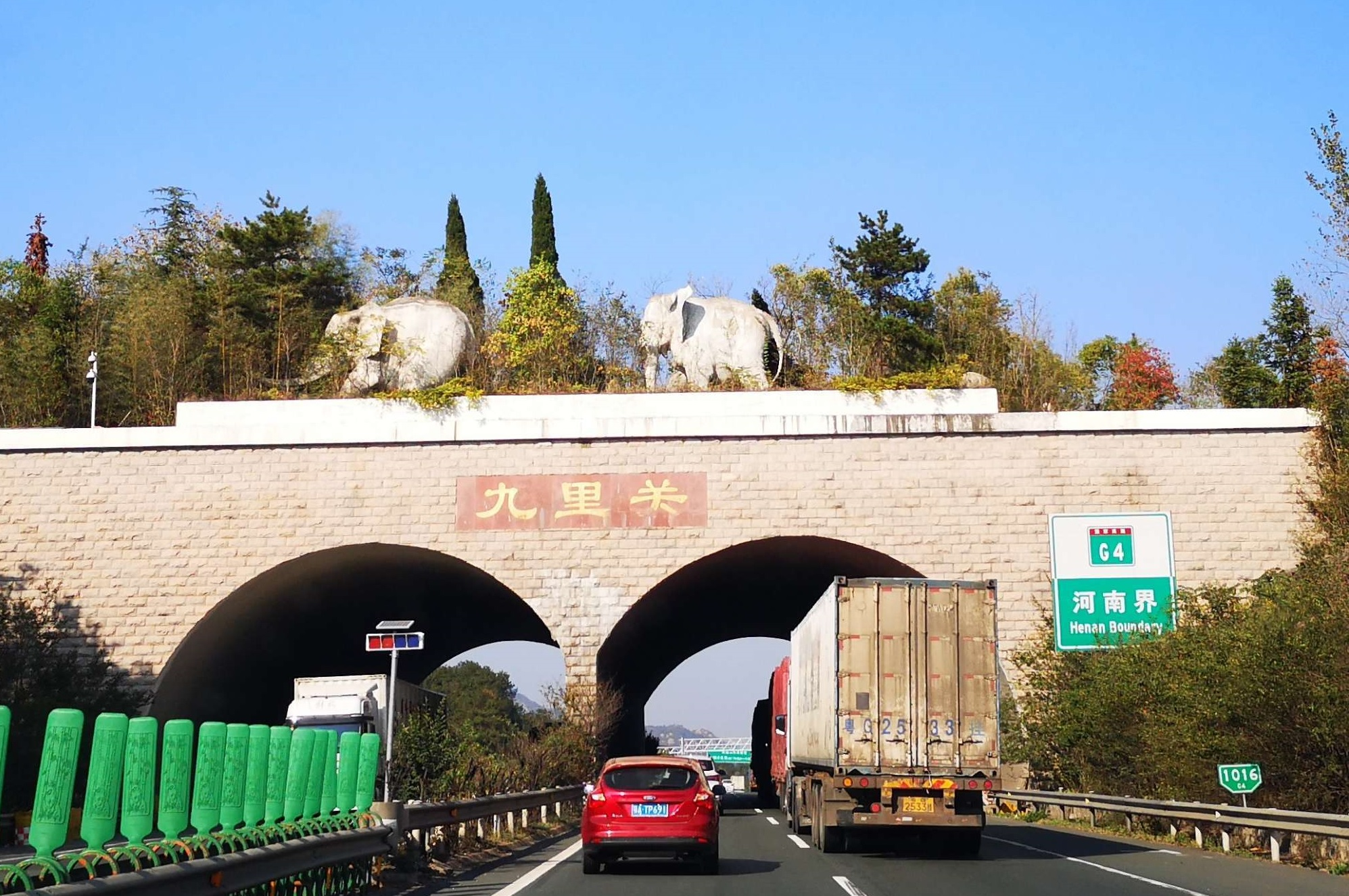
豫鄂省界九里关

驻信高速公路全长136.879公里，是京港澳高速公路的重要组成部分。驻马店-信阳限速120km/h，信阳-豫鄂省界限速100km/h。灵山互通往南，京港澳高速主线上下行分离，至豫鄂界九里关恢复并行：西半幅（下行）为改造前双向四车道路面，12车道与34车道分离；东半幅(上行)全部为新建路面。